# Гемпен
Гемпен (нім. Gempen) — громада  в Швейцарії в кантоні Золотурн, округ Дорнек.

## Географія
Громада розташована на відстані близько 65 км на північ від Берна, 32 км на північ від Золотурна.
Гемпен має площу 6 км², з яких на 6,4% дозволяється будівництво (житлове та будівництво доріг), 52,6% використовуються в сільськогосподарських цілях, 41% зайнято лісами, 0% не є продуктивними (річки, льодовики або гори).

## Демографія
2019 року в громаді мешкало 901 особа (+8,3% порівняно з 2010 роком), іноземців було 17,6%. Густота населення становила 150 осіб/км².
За віковим діапазоном населення розподілялося таким чином: 23,8% — особи молодші 20 років, 57,6% — особи у віці 20—64 років, 18,6% — особи у віці 65 років та старші. Було 368 помешкань (у середньому 2,4 особи в помешканні).
Із загальної кількості 421 працюючого 39 було зайнятих в первинному секторі, 32 — в обробній промисловості, 350 — в галузі послуг.